# بلواستکس
بلواستکس (به انگلیسی: BlueStacks) نرم‌افزاری برای اجرای برنامه‌های اَندروید بر روی سیستم عامل‌های ویندوز و مک بر روی کامپیوترهای شخصی (دسکتاپ - لپ‌تاپ) است

## قابلیت
- اجرای نرم‌افزارها و بازی‌های اَندروید در رایانهٔ شخصی کاربرد آسان و سریع
- دارای تمامی ویژگی‌های اَندروید پشتیبانی از بسیاری برنامه‌های اَندروید
- دارای گرافیک بالا و اچ‌دی
- قابلیت همگام سازی برنامه
- امکان پشتیبان‌گیری از برنامه‌ها و اطلاعات ذخیره شده درون آن روی گوشی بر روی رایانهٔ شخصی
- دارای گجت برای ویندوز ۷
- امکان اتصال به اینترنت
- برنده جایزه در CES

## توضیحات
بلواستکس به شما این امکان را می‌دهد تا برنامه‌های (نرم‌افزار - بازی) اَندروید خود را به صورت تمام صفحه در کامپیوترها اجرا کنید. همچنین می‌توانید به صورت فوری و بدون نیاز به راه‌اندازی مجدد، بین اَندروید و ویندوز سوئیچ کنید. توسط این برنامه می‌توانید نرم‌افزارهای اَندروید را بدون داشتن گوشی یا تبلت اَندرویدی، دقیقاً به همان صورت در کامپیوتر خود امتحان و استفاده کنید.
در اختیار داشتن بلواستکس می‌تواند آنچه پیش از این روی گوشی خود یا دوستان می‌دیدید از این پس بر روی کامپیوتر و پیش رویتان است، که این بدان معنی است که می‌توانید از برنامه‌ای که روی دسکتاپ در حال نمایش است درست مثل زمانی که روی تلفن همراه خود با آن کار می‌کردید تعامل داشته و از امکاناتش بهره بگیرید. علاوه بر این، قابلیت همگام سازی برنامه به شما این اجازه را می‌دهد تا از برنامه‌ها و اطلاعات ذخیره شده درون آن روی گوشی بتوانید روی رایانه خود پشتیبان بگیرید.
این نرم‌افزار امکان خطا هم دارد و بسیاری از کاربران با آن مشکل دارند.

## تحریم نشانی اینترنتی ایران
با توجه به تحریم نرم‌افزاری ایران در برخی از شرکت‌های نرم‌افزاری بزرگ امکان نصب و استفاده صحیح برخی از این نرم‌افزارها بدون استفاده از فیلترشکن یا تغییر نشانی اینترنتی به خارج از ایران امکان‌پذیر نمی‌باشد. در برنامهٔ بلواستکس نیز به منظور جلوگیری از عدم از کار افتادن برنامه و وصل صحیح به گوگل پلی، هنگام نصب باید از نرم‌افزارهای تغییر آی‌پی استفاده شود.